# Nomada collinsiana
Nomada collinsiana är en biart som beskrevs av Cockerell 1905. Nomada collinsiana ingår i släktet gökbin, och familjen långtungebin. Inga underarter finns listade i Catalogue of Life.